# NFC West
Die NFC West ist eine der vier Divisions der National Football Conference (NFC). Die NFC ist neben der American Football Conference (AFC) eine der beiden Conferences der National Football League (NFL). Diese beiden Conferences sind je in vier Divisions unterteilt, geographisch nach den vier Himmelsrichtungen. Die NFC und AFC sind nicht nach der geographischen Lage unterteilt. So spielen die New York Giants in der NFC und die New York Jets, die dasselbe Heimstadion wie die Giants nutzen, in der AFC.
Seit der Umstrukturierung der NFL 2002 spielen in der NFC West die San Francisco 49ers, die Seattle Seahawks, die Arizona Cardinals und die Los Angeles Rams (bis 2015 als St. Louis Rams). In der Saison 2010 gewannen die Seattle Seahawks als erstes Team der NFL eine Division mit einem negativen Sieg-Niederlagen-Verhältnis (7:9). Von der Saison 2011 bis zur Saison 2015 stellte die NFC West jedes Jahr mindestens ein Team im NFC Championship Game. In der Saison 2013 und in der Saison 2021 standen sich jeweils sogar zwei Teams aus der NFC West gegenüber.

## Teams
| Team                | Stadt/Region    | Stadion            | Gegründet           | NFL-Beitritt | Head Coach      | Besitzer            |
| ------------------- | --------------- | ------------------ | ------------------- | ------------ | --------------- | ------------------- |
| Arizona Cardinals   | Glendale, AZ    | State Farm Stadium | 1898                | 1920         | Jonathan Gannon | Bill Bidwill        |
| Los Angeles Rams    | Los Angeles, CA | SoFi Stadium       | 1936 (AFL II)       | 1937         | Sean McVay      | Stan Kroenke        |
| San Francisco 49ers | Santa Clara, CA | Levi’s Stadium     | 4. Juni 1944 (AAFC) | 1950         | Kyle Shanahan   | Jed York            |
| Seattle Seahawks    | Seattle, WA     | Lumen Field        | 4. Juni 1974        | 1976         | Mike Macdonald  | Paul G. Allen Trust |

## Play-off-Statistiken
(Statistiken der aktuellen NFC-West-Teams von 1967 bis 2023)
| Team                | Division- Meisterschaften | Play-off- Teilnahmen | NFC- Meisterschaften | Super-Bowl- Siege |
| ------------------- | ------------------------- | -------------------- | -------------------- | ----------------- |
| San Francisco 49ers | 6 +(16)                   | 8 +(20)              | 3 +(5)               | 0 +(5)            |
| Los Angeles Rams    | 5 +(12)                   | 8 +(19)              | 2 +(3)               | 1 +(1)            |
| Seattle Seahawks    | 9                         | 15                   | 3                    | 1                 |
| Arizona Cardinals   | 3                         | 5                    | 1                    | 0                 |

- Die Zahl in Klammern repräsentiert die Anzahl der Erfolge, bevor die Cardinals und Seahawks in der NFC West vertreten waren.
- Die Atlanta Falcons gewannen die NFC West 3-mal, die New Orleans Saints 2-mal, die Carolina Panthers 1-mal und die Baltimore Colts 1-mal.